# Delicias (Zaragoza)
Delicias es un distrito de Zaragoza (España). Está dividido en los barrios de La Bombarda, La Bozada, Ciudad Jardín, Delicias, Monsalud, Parcelación Barcelona, Parcelación Vicente, Parque Roma, Salamanca y San Antonio. Limita con los distritos de La Almozara, Centro, Oliver-Valdefierro y Universidad. Sus límites son la avenida de la Ciudad de Soria por el norte, avenida Gómez Laguna al sureste y Vía Hispanidad al sudoeste.

## Población
A 1 de enero de 2022 era el distrito más poblado con 98 696 habitantes, de los que un 22.1 % era población extranjera, frente a una media de 12.6 % de la ciudad de Zaragoza. También tenía la mayor densidad de población (30 048 habitantes/km²).  Por ser el distrito más poblado, a veces se puede escuchar decir que «Delicias es la segunda ciudad de Aragón».

## Historia
La historia del barrio de Delicias data de principios del siglo XX, aunque no fue reconocido como barrio hasta los años treinta.
El barrio nace para albergar el aumento de población, sobre todo obrera, debido a la industrialización, con la implantación de empresas como Averly o Tudor. La llegada del ferrocarril, la instalación del gas y la electricidad propiciaron la creación de nuevas industrias, que junto al cultivo de remolacha crearon trabajo haciendo crecer el barrio.
Las primeras edificaciones tenían un señalado carácter rural. Eran viviendas de una o dos alturas, con un espacio destinado al corral o al huerto. El núcleo primitivo del barrio se situaba cerca del palacio de la Aljafería (Calles Escoriaza, Criado y Lorenzo) y en el eje de la antigua carretera de Madrid, hoy avenida de Madrid hasta la calle homónima. A lo largo de los años 50 y 60, con la llegada de emigrantes procedentes de otras provincias, especialmente Soria, al ser designada Zaragoza polo de desarrollo el barrio fue urbanizándose de modo caótico, con calles estrechas y escasos servicios, aumentando la población de modo casi exponencial. En esa época destaca el crecimiento del comercio en la calle Delicias y alrededores. Ya en la década de los ochenta se crean en el barrio más zonas verdes y de esparcimiento, junto con planeamientos urbanísticos mejor concebidos (zona de Monsalud, peatonalización de la calle Delicias, apertura del paseo Calanda)
Durante todo el siglo XX, en la conexión del barrio con el resto de la ciudad por la avenida de Madrid, estuvieron presentes las vías del ferrocarril que unía la ciudad con Barcelona y Huesca, junto al Aljafería con la consiguiente limitación de crecimiento, dificultando las posibilidades de salida hacia la ciudad. En los años 50, ante los atropellos causados por el tren, se construyó un paso subterráneo bajo las vías (el "paso a nivel"), que con sucesivas ampliaciones (al construir el ramal de enlace de la autopista A-68 a finales de los 70) estuvo en funcionamiento hasta finales de los años 80. A finales de los 80 se cerró ese subterráneo, y se instaló un paso elevado sobre la autopista y el ferrocarril, abierto al cierzo y a la lluvia, que recibió fuertes críticas vecinales. El 6 de junio de 1991, fue una fecha trascendental para el barrio ya que se inauguró la peatonalización de la calle Delicias el principal eje del distrito junto a la avenida Madrid.

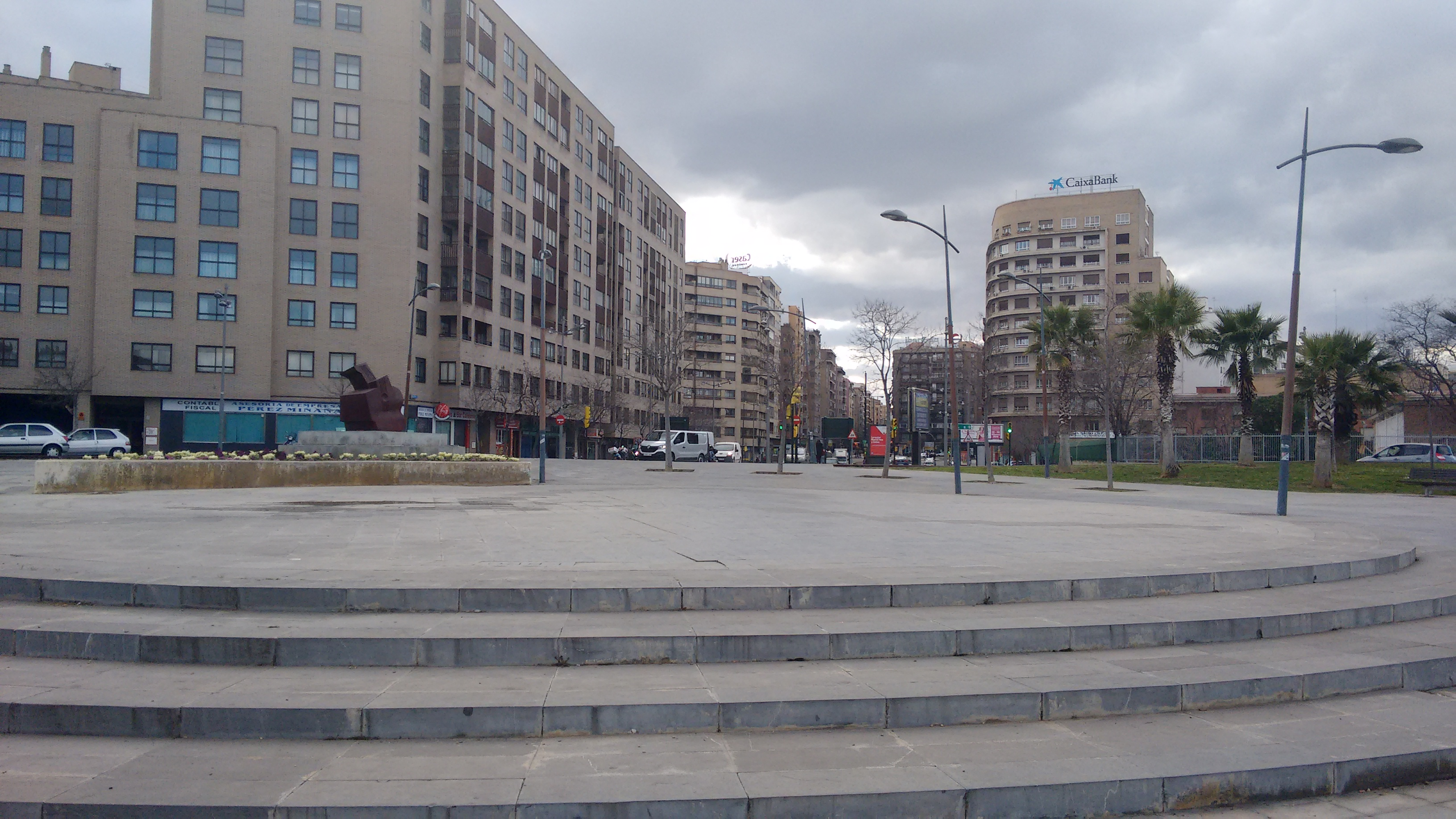
Plaza de la Ciudadanía.

La intensa movilización social en 1998, generada por una audaz propuesta del Colegio de Arquitectos, obligó al presidente Lanzuela y a la alcaldesa Rudi a cambiar sus planes para la llegada del AVE. Las tres Administraciones implicadas pactaron el traslado de la terminal del Portillo a las Delicias para hacer posible el soterramiento de las vías mediante un falso túnel. La inversión alcanzó los 54 millones de Euros. El tramo mide, en total, 2 Kilómetros lineales, aunque la superficie ganada para el uso público suma varias decenas de hectáreas y tiene una importancia estratégica para las comunicaciones de la ciudad y la dotación de equipamientos. No fue hasta el año 2002, cuando con motivo de las obras del AVE Madrid - Zaragoza - Lérida, se soterraron las vías del tren convencional y AVE a su paso por el barrio, convirtiendo el ramal de la autopista en una zona urbana y se desmontó ese paso elevado, consiguiendo cerrar la cicatriz que representaban estas infraestructuras, ganando los vecinos una nueva plaza que se denominaría plaza de la Ciudadanía.

### Actualidad
Se trata en la actualidad del barrio más poblado y considerado uno de los más delicados por acumular un urbanismo poco previsor que ha dejado una gran acumulación de edificios antiguos con riesgo de deterioro a medio plazo y sin embargo concentrar una alta población, con una tasa de inmigrantes alta comparada a la media de la ciudad. Se trata por ello de una de las áreas incluida en el plan Revitasud, una iniciativa europea para analizar e intervenir en la degradación urbana en barrios construidos durante 1940-1960 a ambos lados de los Pirineos.

### Ciudad Jardín

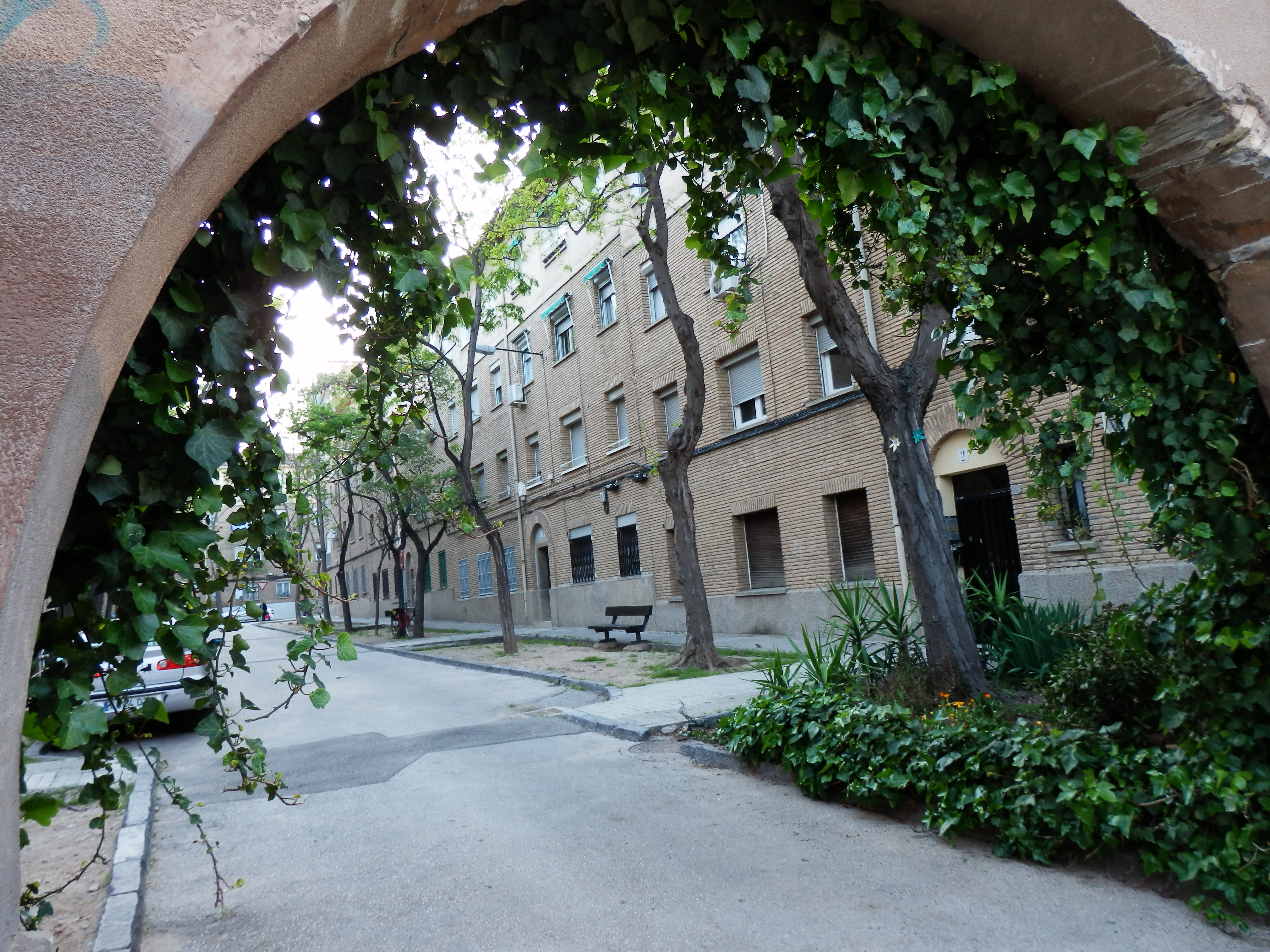

Este tipo de vivienda unifamiliar de Ciudad Jardín (1936-1939) es heredero en Zaragoza de las teorías planteadas por el británico Ebenezer Howard en 1898, impulsar de una intervención urbana que edulcora el socialismo utópico a través de un asentamiento obrero autosuficiente sustentando en el trabajo mixto agrícola e industrial, en terrenos de propiedad comunal. Al obrero se le mete en su casa para hacerle propietario y tener una responsabilidad de pago, con los que pierde su carga revolucionaria y se estabiliza y llega a ser un pequeño burgués.
Tras la quiebra en 1932 de la sociedad mixta SZUC para viviendas sociales, la mayor parte de los terrenos pasaron a ser municipales. Las casas (335 alejadas del centro y con zonas verdes) comenzaron a construirse en 1936 y se terminaron en 1939. Acabaron destinándose a pensionistas del Estado por mutilaciones de guerra, funcionarios y obreros municipales. También para obreros con más de diez años trabajando para el mismo patrono. Se devaluó lo previsto de las casa baratas y devino a considerar la vivienda social como un premio por méritos.

### Torre Zaragoza

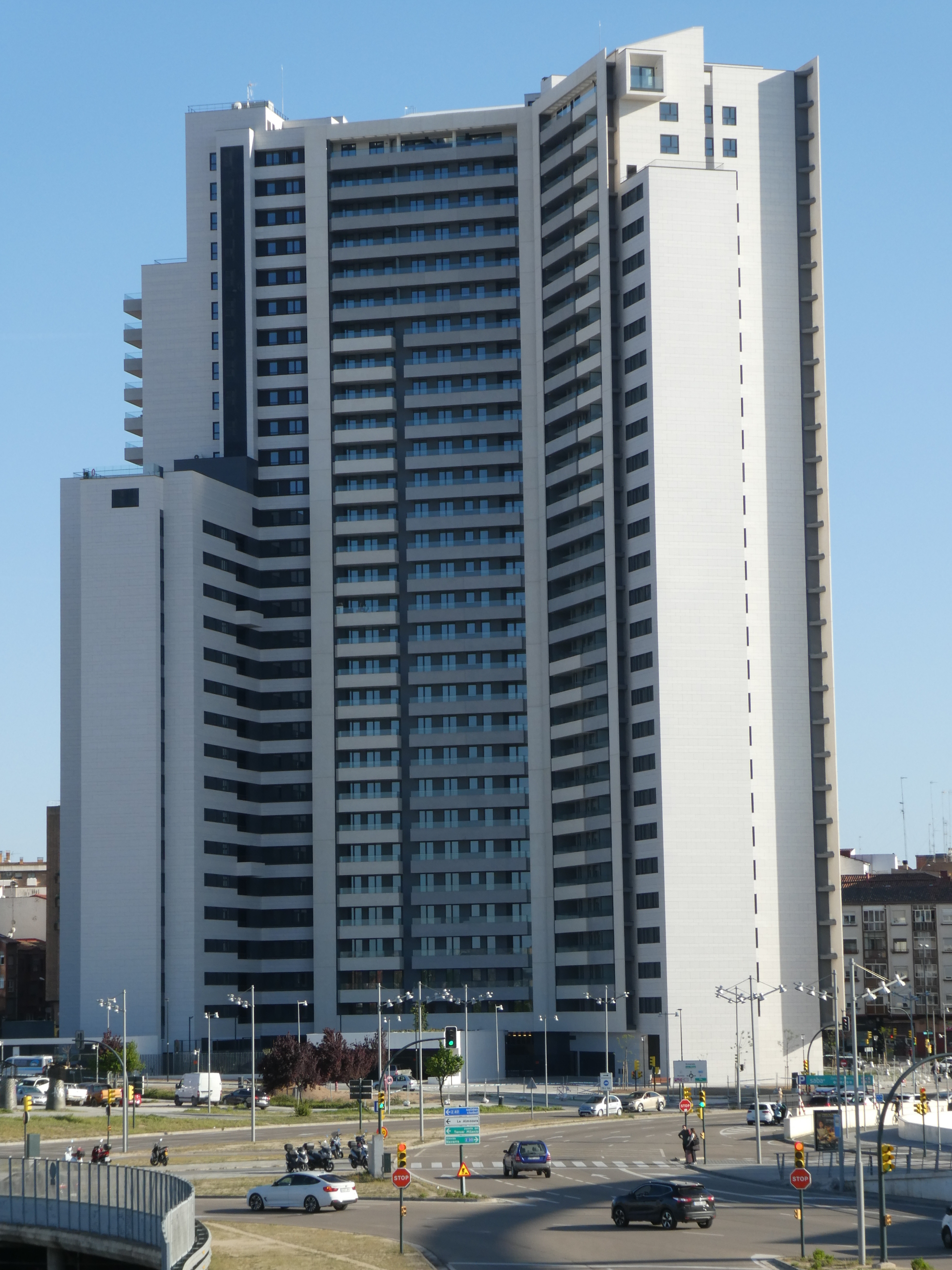
Torre Zaragoza.

La Torre Zaragoza es el edificio residencial más alto de Aragón (106 metros) con 30 plantas y 285 viviendas en dos escaleras. El edificio es de color blanco con toques grises. Los tipos de viviendas son de dos, tres, cuatro y cinco dormitorios, con superficies que van de los 68 metros cuadrados útiles hasta 168, todas con terraza, que puede tener de 8.8 m² hasta 168 m². El rascacielos dispone asimismo de un total de cinco plantas de garaje, con 441 plazas de aparcamiento y 285 trasteros.
En la planta baja hay una piscina y en la planta 18 dispone de otra piscina. También cuenta con gimnasio, pista de pádel y zonas verdes. El diseño del edificio está pensado para que su consumo energético sea muy bajo.
Todas las viviendas del rascacielos se calientan con el sistema de aerotermia, una moderna tecnología que extrae energía de la temperatura del aire. Cada vivienda dispone de un sistema individual de aerotermia de última generación para producir calefacción mediante suelo radiante en invierno, refrigeración mediante suelo refrescante en verano y agua caliente sanitaria durante todo el año.

## Servicios e Infraestructuras

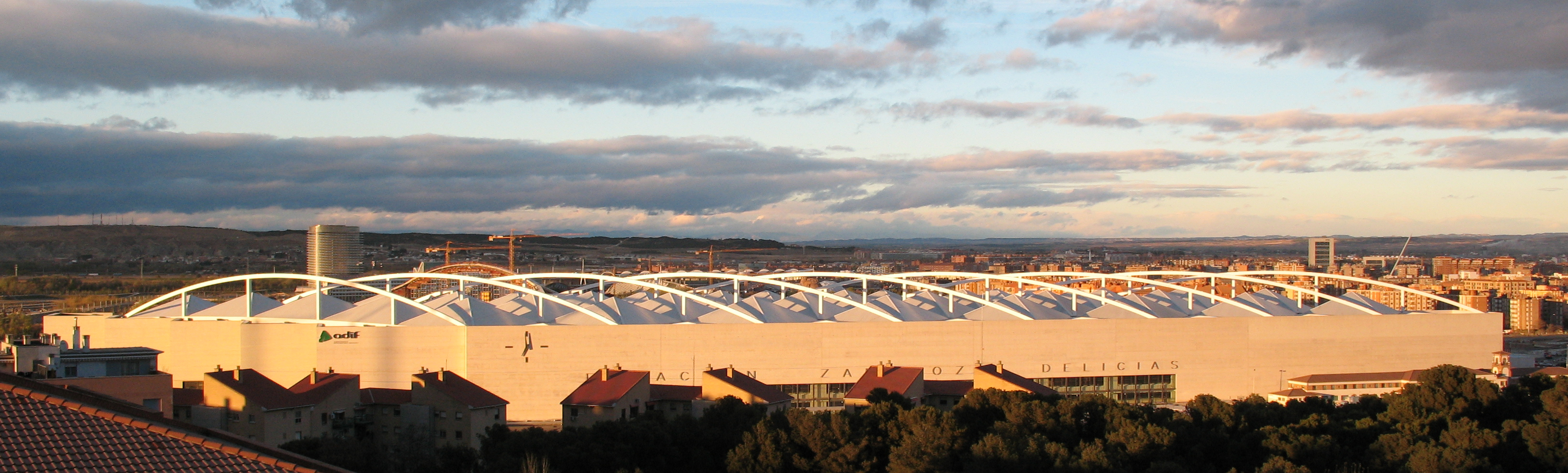
Estación Zaragoza-Delicias.

Limítrofe con este distrito (pero dentro del de La Almozara) se encuentra la estación intermodal de Zaragoza-Delicias de Zaragoza, inaugurada el 10 de octubre de 2003 por los Reyes de España, Juan Carlos I y Sofía, contigua a la antigua estación de Delicias.
En septiembre del año 2005, fue galardonada por el premio Brunel, el más prestigioso premio de arquitectura ferroviaria. Otra infraestructura ferroviaria ya dentro del distrito es la estación del Portillo, ubicada en Parque Roma, que presta servicio de Cercanías y Media Distancia.
El distrito en sí se halla servido por varias líneas de autobús gestionadas por Avanza Zaragoza: 21, 22, 24, 31, 32, 33, 34, 36, 38, 42, 51, 52, 53, y las dos circulares, Ci1 y Ci2.
Hay varios parques entre los que cabe destacar el parque del Castillo Palomar en Monsalud y el parque de las Delicias en los terrenos que ocupaba antiguamente el Hospital Psiquiátrico de Zaragoza. Junto a la vía verde que es Vía Hispanidad se encuentra el parque de la Sedetania. Las quejas de los vecinos, que consideraban estos insuficientes para la zona más poblada llevaron al jardín vertical —inaugurado el 7 de noviembre de 2008—, construcción de varias plantas con zonas verdes, lo que sin embargo ha planteado dudas por las vistas de domicilios privados desde la misma.
El Hospital Clínico Lozano Blesa es el hospital de referencia del distrito, si bien se encuentra ya en el distrito Universidad.
Se trata de uno de los distritos con mayor número de centros cívicos:
- El centro cívico Delicias (situado irónicamente, como la estación homónima, en la Almozara) en la Avenida Navarra, número 54.
- El centro cívico Terminillo en el edificio El Carmen, en el parque Delicias.
- El centro cívico Hispanidad en la vía Hispanidad (en obras).

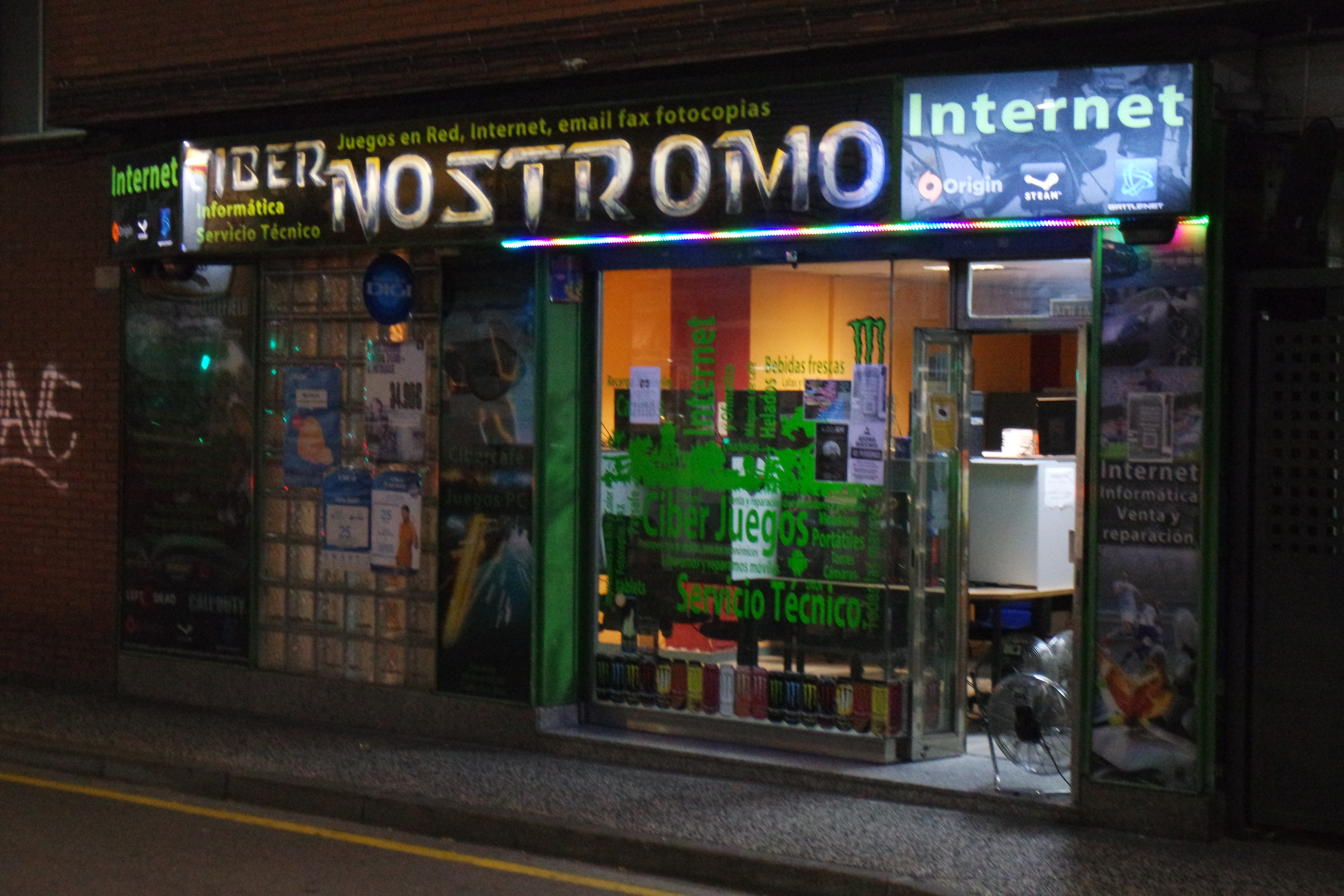

En el mes de noviembre del año 2019, empezó su andadura en el Centro Cívico del barrio con el apoyo de la Casa de la Juventud de Delicias: Cierzo Esports Academy, que se convirtió en la primera escuela pública de videojuegos de España.
A pocos metros de allí, en la calle Arzobispo Añoa del Busto, número 6 se encontraba, uno de los últimos cibercafés de la ciudad: Nostromo, que cerró sus puertas el 15 de enero de 2023.

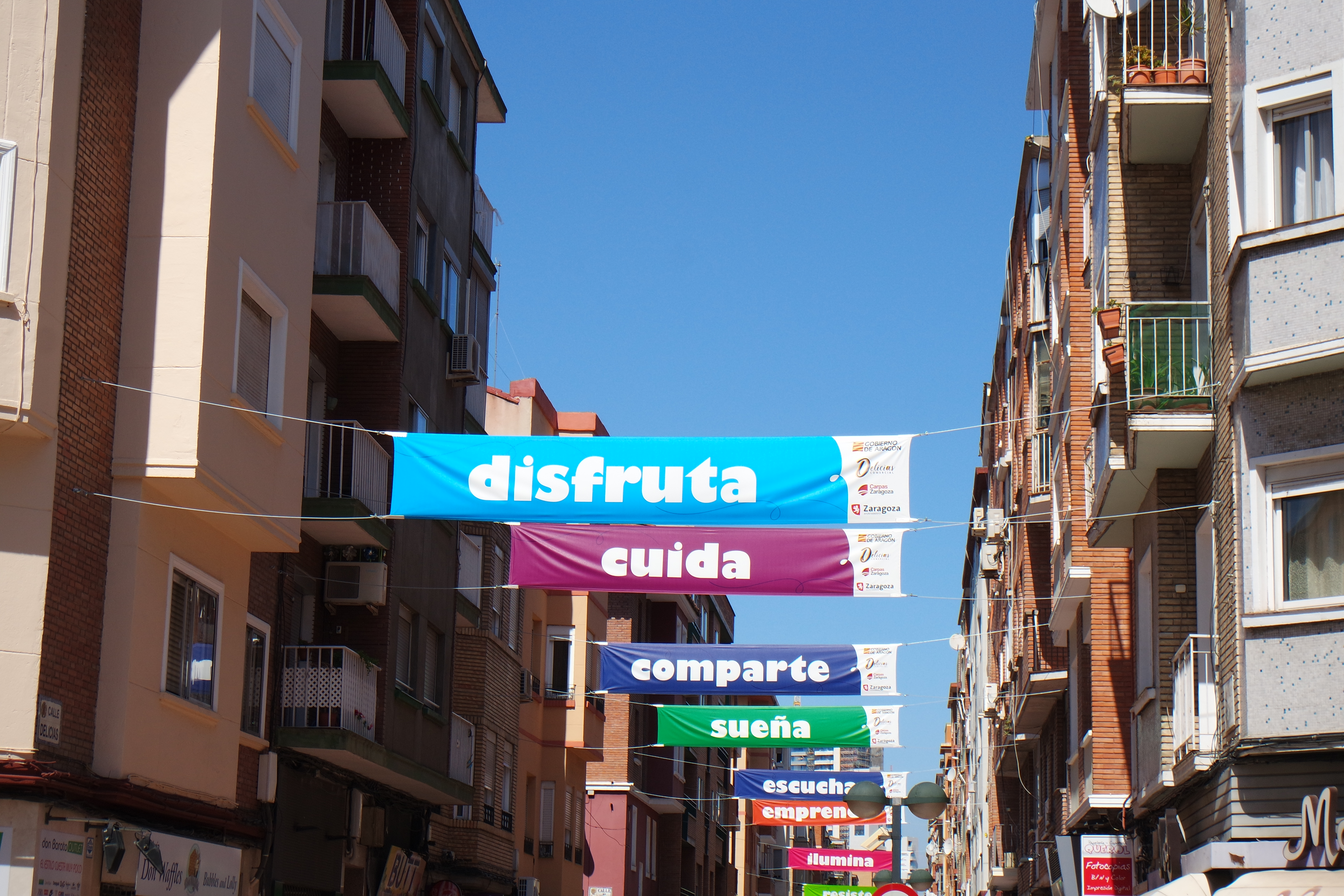
Calle Delicias.

La calle Delicias es un destacado enclave comercial, posiblemente el mayor fuera del Centro que no sea un centro comercial.
En el año 2020, abrieron sus puertas un supermercado Primaprix (15 de enero) y una tienda de la multinacional textil Zeeman (2 de diciembre). El año anterior, en la calle Marcelino Unceta, TEDi. Esa calle concentra numerosos negocios chinos. 

### Centro Especialidades Inocencio Jiménez

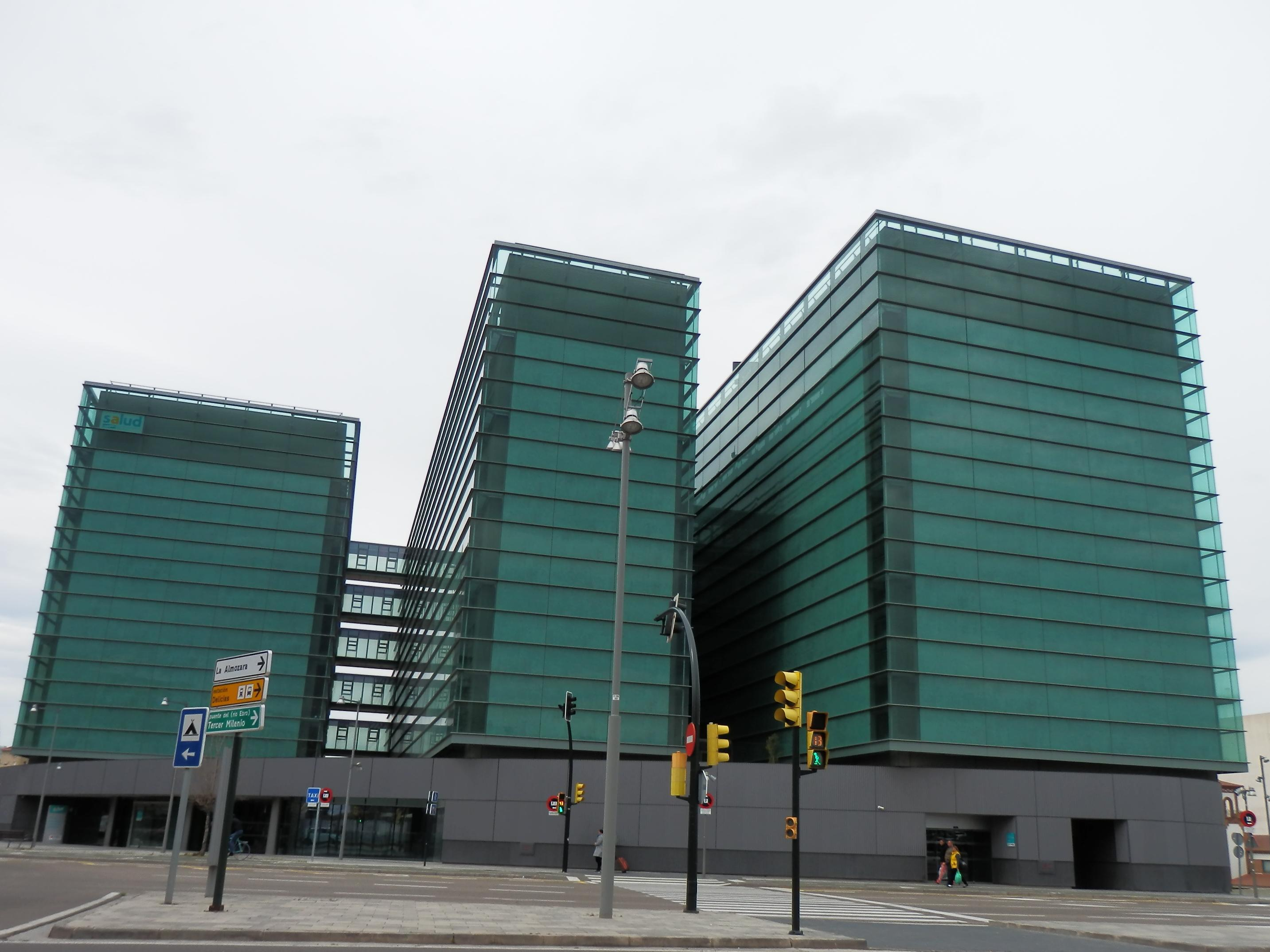
Centro de Especialidades Inocencio Jiménez.

El 25 de febrero de 2015, se inauguró la nueva ubicación del centro de especialidades Inocencio Jiménez. Es un edificio de 6 plantas organizado en tres bloques. El bloque Norte contiene todas las consultas externas. El bloque central funciona como centro de comunicaciones. El bloque Sur alberga Rehabilitación y todos los servicios de la Sede del 061 de Aragón, incorporando las áreas de Dirección, Administración, un Área de Formación y el Centro Coordinador de Urgencias.

### Teatro de las Esquinas

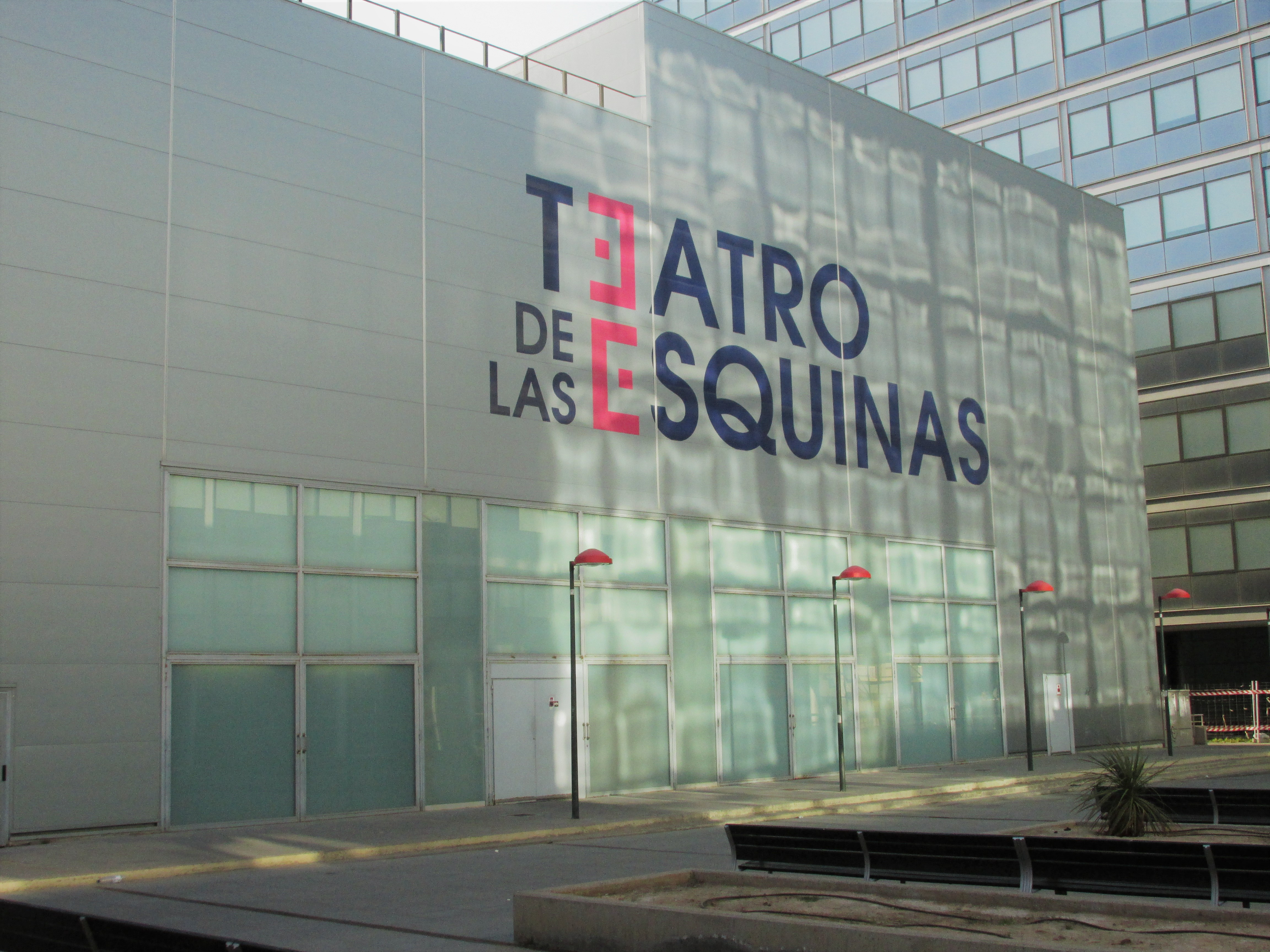
Teatro de las Esquinas.

El 1 de octubre de 2012, se inauguró el Teatro de las Esquinas concebido como un espacio integral. La capacidad de la sala principal cuenta con un aforo total de 500 butacas y en los momentos en que se retira parte del anfiteatro puede acoger a unos 1000 espectadores. Su restaurante se llama La Farándula. El centro cuenta con 6 aulas de formación para clases de danza, teatro y música de manera interdisciplinar.

### Restaurante Casa Emilio
El 7 de octubre de 1939, Emilio Lacambra y Carmen García abrieron el restaurante Casa Emilio en el número 5 de la avenida de Madrid.
Al estar situado cerca de las oficinas de portes muchos de los clientes eran transportistas. Por las noches solían acudir luchadores antifranquistas, políticos y artistas. El restaurante estuvo vinculado al nacimiento de la revista Andalán, la presentación del recién legalizado Partido Socialista de Aragón y de otras formaciones políticas.
Desde la creación del estado autonómico numerosos políticos acuden a Casa Emilio por su proximidad a las Cortes de Aragón.
Cantautores como José Antonio Labordeta, Joaquín Carbonell o La Bullonera presentaron varios de sus discos en el restaurante.
El edificio era conocido por el Café Madrid y fue construido en 1889. Está protegido por su interés arquitectónico y alberga los números 1, 3 y 5 de la avenida Madrid y el número 81 del paseo María Agustín. Durante décadas una promotora inmobiliaria intentó desalojar a todos los propietarios para reformar todo el edificio. Emilio Lacambra nunca vendió y fue víctima de acoso inmobiliario ya que repetidamente se produjeron inundaciones e incendios intencionados. La promotora incumplió las órdenes de mantenimiento y rehabilitación del edificio.
En 2017 el Ayuntamiento ejecutó la rehabilitación de la fachada y el tejado y cobró el importe al grupo Artal, al Banco Santander y a los pequeños propietarios.
El 27 de julio de 2023, falleció Emilio Lacambra y pocos meses después —el 9 de enero de 2024— cerró el restaurante Casa Emilio.

### El CDM Delicias

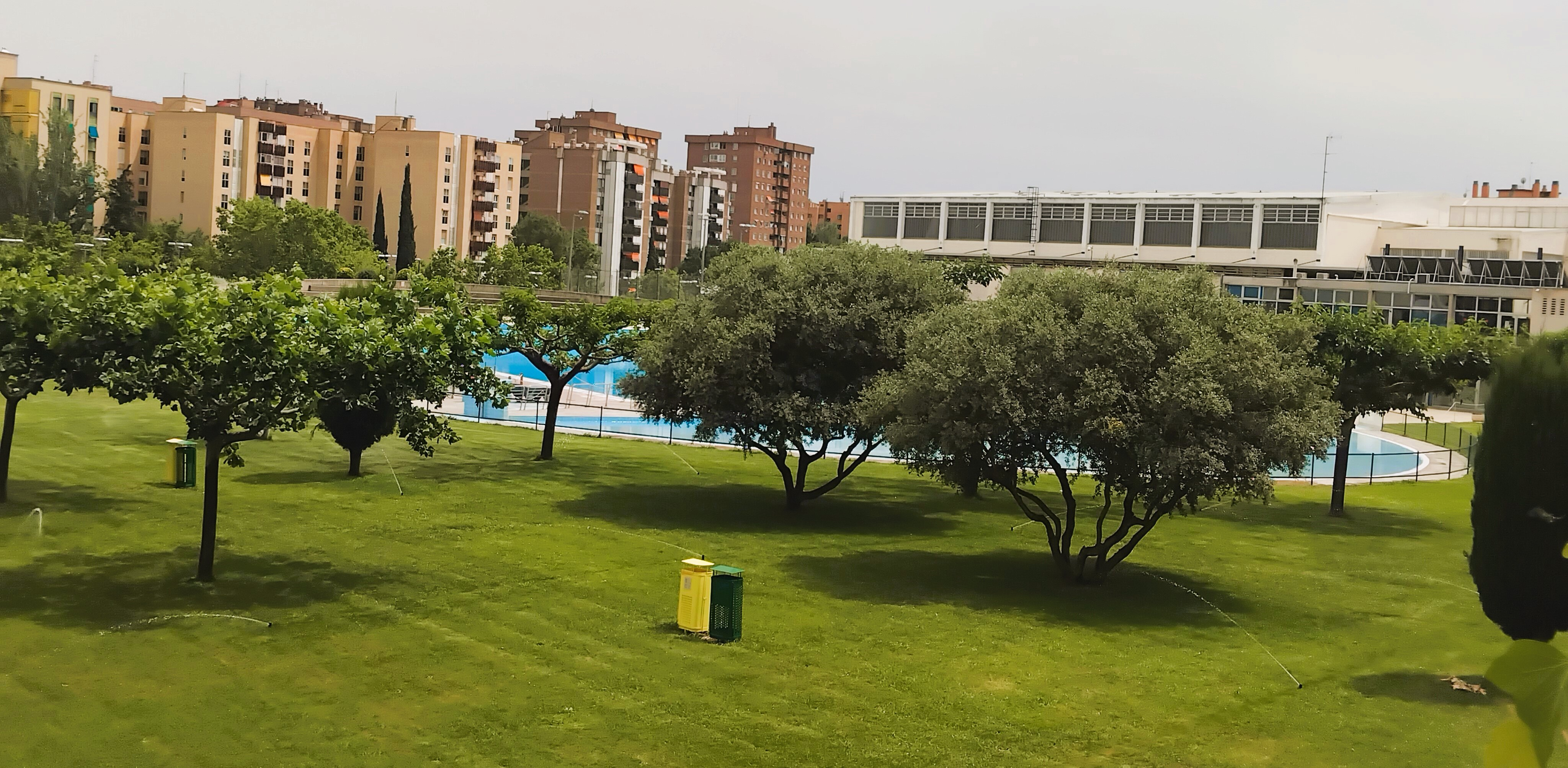

## Galería
|                    |
| Estación Delicias. |

|  |
|  |

|                           |
| Centro Comercial Augusta. |

|                                |
| Placa homenaje a Inés Bellido. |

|                                   |
| Escultura en el Parque Sedetania. |

|                              |
| Parque del Castillo Palomar. |

|                 |
| Avenida Madrid. |

|                                               |
| Rehabilitación de viviendas de Alférez Rojas. |

|                                 |
| Busto de Demetrio Galán Bergua. |

|                                      |
| Banco de Sangre y Tejidos de Aragón. |

|                                                        |
| Filantropía en el Banco de Sangre y Tejidos de Aragón. |

|                        |
| Escultura El Esfuerzo. |

|  |
|  |

|                                              |
| Manos Monumento a la protección del Planeta. |

|  |
|  |

|  |
|  |

|                               |
| Puesta de sol en los Enlaces. |

|                              |
| Guitarra 3 de Pablo Serrano. |

|                         |
| Avenida de Navarra, 54. |

|             |
| Hotel Orús. |

|              |
| Caixa Fórum. |

|                                 |
| Estación Portillo de Cercanías. |

|                                       |
| Antigua estación de tren El Portillo. |

|                       |
| Mural de Isaac Mahow. |

|  |
|  |

|  |
|  |

|                           |
| Arte urbano en La Bozada. |

|                       |
| El paso del tiempo... |

## Asociaciones de Vecinos
La más importante y con más participación es la Asociación de Vecinos "Manuel Viola". Fue la creadora de la red wifi de la calle Delicias y adyacentes.